# Rocket 88
"Rocket 88" (originalmente escrita como Rocket "88") es una canción de rhythm and blues que se grabó por primera vez en Memphis, Tennessee, en marzo de 1951. La grabación se atribuyó a "Jackie Brenston and his Delta Cats", que en realidad eran Ike Turner y sus Kings of Rhythm. El sencillo alcanzó el número uno en la lista de R&B de Billboard.
Muchos expertos en música reconocen su relevancia en la creación del rock and roll e incluso hay quienes lo consideran el primer disco de rock and roll. En 2017, el estado de Misisipi dedicó su marcador número 200 de la ruta de blues Mississippi Blues Trail a "Rocket 88" como un disco influyente. La canción entró también en el Salón de la Fama del Blues en 1991, en el Salón de la Fama de los Grammy en 1998, así como en el Salón de la Fama del Rock and Roll en 2018.

## Composición y grabación
La versión original de la canción de blues de doce compases se atribuyó a Jackie Brenston y sus Delta Cats, que alcanzaron el número uno en las listas de R&B. Brenston era el saxofonista de Ike Turner y los Delta Cats eran en realidad la banda de apoyo de Kings of Rhythm, la banda de respaldo del propio Ike Turner, que ensayaba en el Hotel Riverside en Clarksdale, Mississippi. Brenston cantó la voz principal y figura como compositor, aunque Turner dirigió la banda y se dice que fue el compositor real de la canción. Raymond Hill tocaba el saxo tenor y Willie Sims era el baterista.
Brenston dijo más tarde que la canción no era particularmente original; "simplemente la habían cogido prestada de otro blues sobre un automóvil, el 'Cadillac Boogie' de Jimmy Liggins". Turner continúa sosteniendo que él escribió la música y que él y la banda escribieron conjuntamente la letra.
La canción era un himno de alabanza a las alegrías del automóvil "Rocket 88" del fabricante Oldsmobile que se había presentado recientemente, y estaba basada en la canción de 1947 "Cadillac Boogie" de Jimmy Liggins. También fue precedida e influenciada por "Rocket 88 Boogie" Partes 1 y 2 de Pete Johnson, un tema instrumental, originalmente grabado en 1949 para el sello Swing Time Records con sede en Los Ángeles.[cita requerida]
Basándose en la base del jump blues y el combo swing, Turner hizo que el estilo fuera aún más crudo, superponiendo la entusiasta voz de Brenston, su propio piano y los solos de saxofón tenor de Raymond Hill, de 17 años. Willie Sims tocó la batería para la grabación. La canción también presenta uno de los primeros ejemplos de distorsión o saturación de guitarra grabada, interpretada por el guitarrista de la banda Willie Kizart.

La revista Time publicó esta crítica del disco:
Rocket 88 era descarado y sexy; cogió elementos del blues, los martilló con ritmo, actitud y guitarra eléctrica, y reinventó la música negra en algo nuevo. Si el blues parecía dar voz a la vieja sabiduría, esta nueva música parecía llena de nociones juveniles. Si el blues se trataba de exprimir la alegría catártica de los malos tiempos, esta nueva música se trataba de dejar pasar los buenos tiempos. Si el blues se trataba de problemas terrenales, el rock que creó la banda de Turner parecía gritar que el cielo era ahora el límite.
La leyenda de cómo se produjo el sonido dice que el amplificador de Kizart se dañó en la autopista 61 cuando la banda conducía de Mississippi a Memphis, Tennessee. Se intentó mantener el cono en su lugar rellenando el amplificador con papel de periódico enrollado, lo que sin querer creó un sonido distorsionado. A Phillips le gustó el sonido y lo usó. Peter Guralnick, en su biografía de Sam Phillips, dice que el amplificador se cayó del maletero del automóvil al pincharse una rueda del coche y cuando estaba sacando la de repuesto.
Phillips recordó el episodio del amplificador en una entrevista con la revista Rolling Stone: “el amplificador se cayó del coche. Y cuando llegamos al estudio, el woofer había explotado; el cono había estallado. Así que le metí dentro papel de periódico y bolsas de papel y así es como logramos ese sonido ". Posteriormente, Phillips no recibió quejas sobre el efecto inusual creado con ese "apaño". "Cuanto menos convencional sonaba, más me interesaba".
La canción se grabó en el estudio de Memphis del productor Sam Phillips en marzo de 1951 y se distribuyó a través del sello Chess Records. Se suponía que el disco debía atribuirse a Ike Turner y su Kings of Rhythm con Jackie Brenston, pero en su lugar se imprimió Jackie Brenston y sus Delta Cats. Turner culpó a Phillips por este error, ya que él fue quien le otorgó la licencia a Chess. Turner y la banda solo recibieron por el disco 20 dólares cada uno (el equivalente de 197 dólares de 2019). El único que recibió más fue Brenston, quien vendió los derechos a Phillips por 910 dólares.
Se debate si este fue el primer disco del género rock'n'roll. Un artículo de 2014 en el diario The Guardian afirmaba que "la reputación de Rocket 88 puede tener más que ver con las vociferantes afirmaciones posteriores de Sam Phillips de que había descubierto el rock'n'roll". La revista Time cita a The New Rolling Stone Encyclopedia of Rock & Roll y al Salón de la Fama del Rock and Roll como confirmando que "Rocket 88 bien podría haber sido el primer disco de rock 'n' roll".

## Posición en las listas
"Rocket 88" fue el tercer sencillo más exitoso de rhythm and blues en máquinas jukebox de 1951, según la revista Billboard, y el noveno en ventas de discos. El sencillo alcanzó la cima de la lista de discos de R&B más vendidos el 9 de junio de 1951 y permaneció allí durante tres semanas. También estuvo dos semanas en la cima de la lista de discos de R&B de Jukebox más reproducidos; pasando un total de cinco semanas en el número uno en las listas de R&B.
Un artículo de 2019 afirma que la grabación "también cruzó al mercado blanco; como dijo Phillips, la letra de la canción sobre automóviles, chicas, sexo, alcohol y libertad atrajo a todos los adolescentes ... la canción impulsaría a Ike Turner en una carrera que, junto con su futura esposa Tina Turner, fusionaría aún más el rock y el R&B.
| Lista (1951)                                                                  | Puesto alcanzado              |
| ----------------------------------------------------------------------------- | ----------------------------- |
| Discos más vendidos en la lista R&B de Billboard en EE. UU.                   | 1 (9 al 23 de junio)          |
| Discos más reproducidos en la lista de R&B de Jukebox de Billboard en EE. UU. | 1 (23 de junio al 7 de julio) |

## Versión de Bill Haley
Una segunda versión de "Rocket 88" fue grabada por el entonces grupo de música country Bill Haley and the Saddlemen (que luego se cambiarían el nombre a The Comets) en una sesión de grabación el 14 de junio de 1951, después de que Turner grabara su versión.
La grabación de Haley fue un éxito regional en el noreste de Estados Unidos e inició a Haley en el camino musical que lo llevó a su propio impacto en la música popular con "Rock Around the Clock" en 1954.
El bajista Marshall Lytle comentó sobre su interpretación en esta grabación: “Antes de que tuviéramos la batería, yo era prácticamente toda la sección rítmica. Como no teníamos amplificador, lo golpeé con tanta fuerza que el cuello tenía grandes surcos. A Bill le gustaba fuerte, así que gritaba: '¡Toca fuerte!'" 
"Rocket 88" se ve como un prototipo de canción de rock and roll en estilo y formación musical, así como en su letra, en la que un automóvil sirve como metáfora de la destreza sexual. 